# Аптала
Аптала́ (рос. Аптала) — присілок у складі Кожевниковського району Томської області, Росія. Входить до складу Староювалинського сільського поселення.

## Населення
Населення — 204 особи (2010; 234 у 2002).
Національний склад (станом на 2002 рік):
- росіяни — 82 %